# 7242 Okyudo
7242 Okyudo è un asteroide della fascia principale. Scoperto nel 1990, presenta un'orbita caratterizzata da un semiasse maggiore pari a 2,1663580 UA e da un'eccentricità di 0,1495020, inclinata di 4,50841° rispetto all'eclittica.